# Elliott Ward
Elliott Leslie Ward (* 19. Januar 1985 in Harrow, London) ist ein englischer Fußballspieler. Sein Bruder Darren wurde ebenfalls Profifußballer in England.

## Vereinskarriere

### West Ham United
Ward kam 2001 als Jugendspieler zu West Ham United und rückte 2003 in den Profikader auf. In der Saison 2004/05 wurde er kurzzeitig an Peterborough United und die Bristol Rovers ausgeliehen. In der Rückrunde kam er zu seinen ersten Einsätzen für West Ham, hauptsächlich aufgrund der Verletzungen der Verteidiger Christian Dailly und Malky Mackay. An der Seite von Anton Ferdinand verlor West Ham nur eine von elf Ligapartien und erreichte dadurch die Aufstieg-Playoffs zur Premier League. Auch dort kam er in allen drei Partien zum Einsatz und schaffte mit West Ham die Rückkehr ins englische Fußballoberhaus. 
Zu Beginn der Saison 2005/06 verpflichtete West Ham unter anderem die Verteidiger Danny Gabbidon und James Collins, wodurch Ward wieder aus der Stammformation fiel. In der Folgezeit kam er kaum zu Einsätzen und so wurde er für insgesamt drei Monate an den Zweitligisten Plymouth Argyle verliehen. Im Februar 2006 kehrte er zu West Ham zurück und kam bis Saisonende zu drei weiteren Einsätzen in der Premier League.

### Coventry City
Obwohl Ward erst im August 2005 einen neuen Vierjahresvertrag bei West Ham unterzeichnet hatte, wechselte er im Sommer 2006 für eine Million Pfund zum Zweitligisten Coventry City und unterzeichnete dort einen Vertrag bis 2010. Ward war der erste Millionentransfer für Coventry City seit der Verpflichtung von Lee Hughes im Jahre 2001. Unter Manager Iain Dowie war Ward von Februar 2007 bis zum Ende der Saison Coventrys Kapitän.

### Norwich City
Seit dem 26. Mai 2010 steht Elliott Ward bei Norwich City unter Vertrag. In der Football League Championship 2010/11 erreichte der Aufsteiger mit Stammspieler Ward  (39 Spiele/1 Tor) als Vizemeister den Aufstieg in die Premier League.
Am 26. Oktober 2012 wechselte Ward für zwei Monate auf Leihbasis zum Zweitligisten Nottingham Forest.

### AFC Bournemouth
Am 18. Juni 2013 unterschrieb Ward einen Einjahresvertrag beim Zweitliga-Aufsteiger AFC Bournemouth.